# Pénalité de méconduite
Au hockey sur glace, une pénalité de méconduite est un type de pénalité qui sanctionne une faute plus grave qu'une pénalité mineure (2 minutes) mais moins grave qu'une pénalité majeure (5 minutes + 20 automatiques de méconduite de match), une pénalité de méconduite pour le match ou une pénalité de match. L'arbitre peut sanctionner par cette pénalité tout joueur ayant commis une faute passible de pénalité s'il estime qu'une pénalité mineure serait trop courte.

## Déroulement de la pénalité
Le joueur fautif va au banc de pénalité pendant 10 minutes. Il n'y a pas d'infériorité numérique pour son équipe.

## Pénalité mineure + Pénalité de méconduite
L'arbitre peut aussi sanctionner le joueur par une pénalité mineure plus une pénalité de méconduite (2+10 minutes). Dans ce cas, la pénalité mineure est effectuée par un substitut, qui doit être présent sur la glace au moment de la faute, mais ne peut pas être un gardien.
Il est à noter qu'un joueur qui reçoit trois pénalités mineures dans le même match reçoit automatiquement une pénalité de méconduite.

Si un joueur reçoit une deuxième pénalité de méconduite dans le même match, la deuxième est automatiquement transformée en pénalité de méconduite pour le match, et le joueur est expulsé.